# スタニスラス・クルヴィレン
スタニスラス・クルヴィレン（Stanislas Crevillen, 1982年4月26日 - ）は、フランス出身の俳優である。スタニスラス・フォーラニとクレジットされることもある。

## 出演作品
- 新・メグレ警視/聖歌隊少年の証言 Maigret et l'enfant de choeur (1997) ※テレビシリーズ・シーズン1の第25話
- メルシィ!人生 Le Placard (2001) ※フランク（主人公の息子）役